# Conospermum incurvum
Conospermum incurvum är en tvåhjärtbladig växtart som beskrevs av John Lindley. Conospermum incurvum ingår i släktet Conospermum och familjen Proteaceae. Inga underarter finns listade i Catalogue of Life.